# جون سميث (لاعب كرة قدم مواليد 1971)
جون سميث (بالإنجليزية: John Smith)‏ هو لاعب كرة قدم ومدرب كرة قدم بريطاني في مركز الهجوم، ولد في 29 أكتوبر 1971 في ويغان في المملكة المتحدة. لعب مع Rollins Tars men's soccer ‏.